# 徳島県道164号阿波大宮停車場線
徳島県道164号阿波大宮停車場線（とくしまけんどう164ごう あわおおみやていしゃじょうせん）は、徳島県板野郡板野町を通る一般県道である。

## 概要

### 路線データ
- 起点：徳島県板野郡板野町大坂川東（JR四国高徳線 阿波大宮駅）
- 終点：徳島県板野郡板野町大坂拝立（徳島県道・香川県道1号徳島引田線交点）
- 陸上距離：0.603 km[1]

## 歴史
- 1959年（昭和34年）1月31日 - それまでの徳島県道阿波大宮停車場大坂線を変更、徳島県道48号阿波大宮停車場線として認定。
- 1972年（昭和47年）3月10日 - 徳島県道164号阿波大宮停車場線として再認定。

## 地理

### 通過する自治体
- 徳島県
  - 板野郡板野町

### 交差する道路
| 交差する道路                    | 交差する場所 | 交差する場所 |
| ------------------------------- | ------------ | ------------ |
| 徳島県道・香川県道1号徳島引田線 | 大坂拝立     | 終点         |

### 沿線
- JR四国高徳線 阿波大宮駅
- 板野町立板野東小学校大坂分校